# José Bordalás Jiménez
José Bordalás Jiménez també conegut com a Pepe Bordalás (Alacant, País Valencià, 5 de març de 1964), és un exfutbolista i entrenador de futbol valencià. Va jugar a la posició de davanter majorment com a extrem. Actualment (2024) és l'entrenador del Getafe CF.

## Trajectòria futbolística
Bordalás com a futbolista i com a entrenador ha estat profeta a la seva terra, ja que mai ha jugat fora de la província d'Alacant. Com a jugador va destacar com a davanter però només a nivell local on va jugar a Tercera Divisió i categories regionals.

## Carrera com a entrenador
El 1993 es va iniciar amb èxit com a entrenador en ascendir a Alacant B a Regional Preferent. El 1998 va agafar l'Alacant CF en Preferent i el va deixar com a equip punter de Segona B en pocs anys. El 2006 va fer el salt a Segona divisió amb el seu club de la infància, l'Hèrcules CF. Després de dues bones temporades amb el CE Alcoià va fitxar per l'Elx CF el 2009 i s'hi va estar fins al 2012. La temporada 2012-13 va fer d'entrenador de l'AD Alcorcón, i va continuar la temporada 2013-14 A la fi de la temporada acorda amb la directiva no continuar. Tornaria al conjunt canterer en febrer de 2014 per a redreçar la trajectòria que l'havia dut a acostar-se a llocs de descens. Va mantindre la categoria a tres jornades per a la conclusió, sent el 4t equip que més punts havia aconseguit des que arribà el tècnic alacantí. La temporada 2014-15 finalitzà 11é de nou amb l'Alcorcón.. L'11 de juny de 2015 fitxa en el Deportivo Alavés amb què es proclama Campió de Lliga i ascendeix a Primera divisió espanyola de futbol el 29 de maig de 2016, 10 anys després que perdera la màxima categoria.
Posteriorment va entrenar al Getafe entre 2016 i 2021, per passar a entrenar temporalment al València i tornar al Getafe l'abril de 2023.